# Alan Rosenberg
Alan Rosenberg (Passaic, Nova Jérsia, 4 de outubro de 1950) é um ator americano que interpretou o personagem Eli Levinson tanto na série Civil Wars quanto na popular L.A. Law. De 2005 a 2009, Rosenberg foi presidente do Screen Actors Guild, o principal sindicato de artistas de tela da indústria cinematográfica.

## Infância e educação
Rosenberg nasceu em 4 de outubro de 1950 e foi criado em Passaic, Nova Jersey. Ele foi criado no judaísmo conservador. O falecido irmão de Rosenberg, Mark, foi um ativista político na década de 1960, mais tarde produtor de cinema. Seu primo, também de Passaic, é o músico/compositor Donald Fagen, cofundador do grupo Steely Dan.
Os pais de Rosenberg deram-lhe dinheiro para se inscrever na pós-graduação. Rosenberg disse que ao se formar em 1972 na Case Western Reserve University, ele encontrou outra paixão, o pôquer, e posteriormente jogou fora a maior parte do dinheiro que seus pais lhe enviaram, deixando-o com condições de pagar apenas uma inscrição, para a Yale School of Drama. Rosenberg desistiu na metade de seu segundo ano em Yale. Sua "maior influência e melhor amiga" enquanto estava lá era a colega de classe Meryl Streep.

## Carreira
Em 1979, Rosenberg apareceu no filme The Wanderers, como Turkey. Ele também é conhecido por seu personagem Ira Woodbine na sitcom Cybill. Mais recentemente, ele foi visto no drama jurídico The Guardian como Alvin Masterson.
Rosenberg forneceu a voz do caçador de recompensas Boba Fett na adaptação da NPR de The Empire Strikes Back. Rosenberg também é conhecido por sua aparição como o enlouquecido "Mad Bomber" no clássico cult Stewardess School de 1986 e na comédia de Paul Bartel, Not for Publication, ao lado de Nancy Allen (1984).
Em 1991, ele apareceu no filme para TV The Boys.
Em 1995, ele recebeu uma indicação ao Emmy por um papel especial no drama de sucesso ER. Ele estrelou a minissérie Temptations em 1998, como a gerente de longa data Shelly Berger.
Em 1999, ele começou um papel recorrente como consultor jurídico do hospital, Stuart Brickman, no Chicago Hope. No meio da temporada final, ele foi adicionado aos títulos de abertura como regular da série.
Ele apareceu na Broadway em What's Wrong With This Picture e Lost In Yonkers, e off-Broadway em Isn't It Romantic, A Prayer for My Daughter e Kid Champion. Mais recentemente, ele estrelou a produção de Partners, da Delaware Theatre Company, escrita por Allan Katz.
Ele foi eleito o 24º presidente do Screen Actors Guild (SAG) em 23 de setembro de 2005. Rosenberg sucedeu a Melissa Gilbert, que atuava como presidente desde 2001 e optou por não concorrer a um terceiro mandato de dois anos. Rosenberg recebeu 39,99 por cento (10.748 votos no total) dos votos nacionais dos membros gerais do Grêmio, derrotando Morgan Fairchild e Robert Conrad.
Em 2005, ele apareceu como o advogado duvidoso de defesa Adam Novak em um episódio de CSI: Crime Scene Investigation co-estrelando ao lado de sua esposa na vida real, Marg Helgenberger. Novak foi retratado como um mulherengo que encontrou Catherine (Helgenberger) em um bar e mais tarde se tornou o principal suspeito de dois homicídios. Em um episódio "Leaving Las Vegas" de 2007, ele apareceu como um advogado defendendo um cliente que se revelou culpado de dois crimes distintos, mas as evidências não conseguiram identificá-lo, resultando em um veredicto de inocente que irritou tanto Catherine que ela começou a realizar investigações mais aprofundadas.
Em 2006, ele apareceu em um papel recorrente como Bruce Steinerman, o advogado de divórcio do Dr. James Wilson na série de televisão House MD. Ele apresentou episódios do programa de televisão pública, Life: Part 2, que começou em 2007 e é produzido em St. Paul, Minnesota. O programa apresenta painéis de discussão sobre questões que os baby boomers enfrentam à medida que envelhecem.
Em 2015, ele apareceu como Dr. William Golliher na série original da Amazon Bosch. Em 2016, ele teve um papel recorrente como o duvidoso investidor William Sutter no drama da USA Network, Suits.
De 2016 a 2017, ele teve um papel recorrente na série a cabo Shameless da Showtime (temporadas 6 a 8). Ele interpretou o professor Youens, um professor universitário alcoólatra e mentor de Lip Gallagher.
Em 2021 ele reapareceu no quinto episódio da sétima temporada de Bosch quando estava se aposentando.

## Vida pessoal
O primeiro casamento de Rosenberg foi com a atriz Robin Bartlett, e durou de 1976 a 1984.
Ele conheceu Marg Helgenberger na cidade de Nova York em 1984, enquanto era ator convidado em sua novela Ryan's Hope. Os dois se tornaram amigos e começaram a namorar em 1986. Eles se casaram em 1989 e tiveram um filho, Hugh Howard Rosenberg (nascido em 21 de outubro de 1990). Em 1º de dezembro de 2008, Rosenberg e Helgenberger anunciaram sua separação. Em 25 de março de 2009, Helgenberger pediu o divórcio. O divórcio foi finalizado em fevereiro de 2010.
Como resultado da batalha de 27 anos da mãe de Helgenberger contra o câncer de mama, Helgenberger e Rosenberg envolveram-se na luta contra a doença. Eles organizam um evento beneficente chamado Marg and Alan's Celebrity Weekend todos os anos em Omaha, Nebraska, desde 1999.[carece de fontes?]

## Filmografia

### Filme
| Ano  | Título                      | Papel               | Notas                           |
| ---- | --------------------------- | ------------------- | ------------------------------- |
| 1979 | The Wanderers               | Turkey              |                                 |
| 1980 | Happy Birthday, Gemini      | Francisco Geminiani |                                 |
| 1984 | Not for Publication         | Bernie              |                                 |
| 1986 | Stewardess School           | Bombardeiro Louco   |                                 |
| 1987 | White of the Eye            | Mike Desantos       |                                 |
| 1988 | A Última Tentação de Cristo | Tomé, Apóstolo      |                                 |
| 1989 | Peacemaker                  | David Cooper        | Curta-metragem                  |
| 1989 | After Midnight              | Richard             | Segmento: "Operadora All Night" |
| 1990 | Impulse                     | Charley Katz        |                                 |
| 1994 | On Hope                     | Arnie               | Curta-metragem                  |
| 2001 | Reaching Normal             | Frank               |                                 |
| 2002 | The Bum                     | O vagabundo         | Curta-metragem                  |
| 2005 | Robôs                       | Jack Martelo        | Voz                             |
| 2008 | Righteous Kill              | Stein               |                                 |
| 2008 | Welcome to Los Felizes      | Bob White           |                                 |
| 2014 | Still Here                  | Stan                | Curta-metragem                  |
| ASD  | The Next Cassavetes         | Representante SAG   | Pós-produção                    |

### Televisão
| Ano       | Título                            | Papel                              | Notas                                                          |
| --------- | --------------------------------- | ---------------------------------- | -------------------------------------------------------------- |
| 1978      | Barnaby Jones                     | Ray Reed                           | Episódio: "Memory of a Nightmare"                              |
| 1981      | Texas                             | Doutor                             | 1 episódio                                                     |
| 1982      | Nine to Five                      | Instrutor                          | Episódio: "Real Men Don't Make Quiche"                         |
| 1985      | Robert Kennedy and His Times      | Jack Newfield                      | 3 episódios                                                    |
| 1985      | Kojak: The Belarus File           | Lustig                             | Telefilme                                                      |
| 1986      | Promise                           | Dr. Pressman                       | Telefilme                                                      |
| 1987      | The Days and Nights of Molly Dodd | Martin Storm                       | Episódio: "Here's Why Good Guys Sometimes Wear Black"          |
| 1987      | The King of Love                  | Jay Schoen                         | Telefilme                                                      |
| 1989      | Capone Behind Bars                | Frank Nitti                        | Telefilme                                                      |
| 1989      | Coach                             | Professor John Sterling            | Episódio: "Kelly and the Professor"                            |
| 1989      | The Preppie Murder                | Dan Levin                          | Telefilme                                                      |
| 1989      | Empty Nest                        | Professor Brooks                   | Episódio: "Overdue for a Job"                                  |
| 1989–1994 | L.A. Law                          | Eli Levinson, Lawyer William Wills | 24 episódios                                                   |
| 1990      | Bar Girls                         | Miles                              | Telefilme                                                      |
| 1990      | Parker Kane                       | Morris                             | Telefilme                                                      |
| 1990      | Lucky Chances                     | Costa                              | 3 episódios                                                    |
| 1990      | Midnight Caller                   | J.D. Stillwell                     | 2 episódios                                                    |
| 1990      | Over My Dead Body                 | Kurt                               | Episódio: "Dead Air"                                           |
| 1991      | The Boys                          | Psiquiatra                         | Telefilme                                                      |
| 1991      | ...And Then She Was Gone          | Alan Dunlap                        | Telefilme                                                      |
| 1991–1993 | Civil Wars                        | Eli Levinson                       | 36 episódios                                                   |
| 1993      | The Tommyknockers                 | Jack Kimble                        | Episódio: "Part 1"                                             |
| 1993      | Partners                          | Papel desconhecido                 | Telefilme                                                      |
| 1994      | ER                                | Samuel Gasner                      | Episódio: "Into That Good Night"                               |
| 1994      | Witch Hunt                        | N.J. Gottlieb                      | Telefilme                                                      |
| 1995      | Freaky Friday                     | Bill Davidson                      | Telefilme                                                      |
| 1995      | Aaahh!!! Real Monsters            | Huckter, Skater                    | Voz, 1 episódio                                                |
| 1995–1998 | Cybill                            | Ira Woodbine, Zechariah            | 85 episódios                                                   |
| 1996      | On Seventh Avenue                 | Phillip Reiman                     | Telefilme                                                      |
| 1996      | Undue Influence                   | Harry Hines                        | Telefilme                                                      |
| 1996      | Rugrats                           | Mr. Dreidel, Anunciador da TV      | Voz, episódio: "Chanukah"                                      |
| 1996      | Breaking Through                  | Ned Burkett                        | Telefilme                                                      |
| 1997      | Duckman                           | Dr. Bob                            | Voz, episódio: "How to Suck in Business Without Really Trying" |
| 1997      | Cloned                            | Dr. Wesley Kozak                   | Telefilme                                                      |
| 1998      | Murphy Brown                      | Max Llewelyn                       | Episódio: "The Last Temptation of Murphy"                      |
| 1998      | Giving Up the Ghost               | Jake                               | Telefilme                                                      |
| 1998      | The Temptations                   | Shelly Berger                      | Minissérie                                                     |
| 1998      | L.A. Doctors                      | Dr. Keith Burke                    | Episódio: "The Code"                                           |
| 1998      | Bronx County                      | Papel desconhecido                 | Telefilme                                                      |
| 1999      | Hercules                          | Boreas                             | Voz, episódio: "Hercules and the Spartan Experience"           |
| 1999      | Touched by an Angel               | T.K. McKenna                       | Episódio: "The Medium and the Message"                         |
| 1999      | The Wild Thornberrys              | Hyena                              | Voz, episódio: "No Laughing Matter"                            |
| 1999      | A Touch of Hope                   | Dr. Rohan                          | Telefilme                                                      |
| 1999      | Family Law                        | Unknown role                       | Episódio: "Decisions"                                          |
| 1999–2000 | Chicago Hope                      | Stuart Brickman                    | 16 episódios                                                   |
| 2000      | Level 9                           | Colonel Lavalle                    | Episódio: "Through the Looking Glass"                          |
| 2001      | A Mother's Fight for Justice      | Geoff Stone                        | Telefilme                                                      |
| 2002      | L.A. Law: The Movie               | Eli Levinson                       | Sem crédito Telefilme                                          |
| 2001–2004 | The Guardian                      | Alvin Masterson                    | 67 episódios                                                   |
| 2005      | NYPD Blue                         | Barry Olshan                       | Episódio: "Lenny Scissorhands"                                 |
| 2005      | Numb3rs                           | Judge Franklin Trelane             | Episódio: "Judgment Call"                                      |
| 2005–2007 | CSI: Crime Scene Investigation    | Adam Novak                         | 2 episódios                                                    |
| 2006      | House                             | Bruce Steinerman                   | Episódio: "Whac-A-Mole"                                        |
| 2009      | American Dad!                     | Lawyer #1                          | Voz, episódio: "Live and Let Fry"                              |
| 2011      | Harry's Law                       | Dr. Carleton                       | Episódio: "Send in the Clowns"                                 |
| 2011–2012 | Luck                              | Nick DeRossi                       | 6 episódios                                                    |
| 2014–2021 | Bosch                             | Dr. William Golliher               | 5 episódios                                                    |
| 2016      | Suits                             | William Sutter                     | 6 episódios                                                    |
| 2016–2017 | Shameless                         | Professor Youens                   | 19 episódios                                                   |
| 2017      | Elementary                        | Sydney Garber                      | Episódio: "Fidelity"                                           |
| 2017      | APB                               | Professor Malkova                  | Episódio: "Strange Bedfellows"                                 |
| 2017      | Training Day                      | Jack Rawls                         | Episódio: "Bad Day at Aqua Mesa"                               |
| 2018      | The Good Fight                    | Len Gottlieb                       | Episódio: "Day 485"                                            |
| 2022      | Bosch: Legacy                     | Dr. William Golliher               | 3 episódios                                                    |
| 2022      | Mo                                | Aba Weinberg                       | 3 episódios                                                    |

### Videogames
| Ano  | Título | Papel        | Notas |
| ---- | ------ | ------------ | ----- |
| 2005 | Robôs  | Jack Martelo |       |

### Rádio
| Ano  | Título              | Papel     | Notas                              |
| ---- | ------------------- | --------- | ---------------------------------- |
| 1983 | Guerra das Estrelas | Boba Fett | Episódio: "O Império Contra-Ataca" |